# Elaphoidella grandidieri
Elaphoidella grandidieri är en kräftdjursart som först beskrevs av Guerne och Richard 1893.  Elaphoidella grandidieri ingår i släktet Elaphoidella och familjen Canthocamptidae. Inga underarter finns listade i Catalogue of Life.